# Jorge Orozco Díaz
Jorge Martín Orozco Díaz (Guadalajara, 9 de abril de 2000) es un deportista mexicano especializado en tiro. Forma parte de la delegación mexicana en los Juegos Olímpicos de Tokio 2020.

## Trayectoria
Comenzó a tirar a la edad de 7 años, entrenado por su padre Martín Orozco, también tirador deportivo y campeón nacional mexicano. Al ser rechazado en un equipo de basquetbol, comenzó su carrera en el tiro. Entre sus logros deportivos destacan: primer lugar en doble fosa olímpica, segundo lugar en fosa olímpica mixtos y sexto en fosa olímpica, en el torneo de clasificación a los Juegos Centroamericanos y del Caribe Barranquilla 2018. Fue abanderado de México en la ceremonia de inauguración en los Juegos Panamericanos de 2019 realizados en Lima, Perú. 
Fue el primer atleta de su país que aseguró una plaza olímpica para el país en los Juegos Olímpicos de Tokio 2020. Dicho lugar lo consiguió en la modalidad de fosa olímpica durante el Campeonato de las Américas de Tiro Deportivo, mismo que se realizó en el Club Cinegético Jalisciense.
Orozco logró un cuarto lugar en la final de fosa, celebrada el 29 de julio de 2021 en el Campo de Tiro de Asaka.